# كازومي ماتسو
كازومي ماتسو (باليابانية: 松尾和美) هي منافسة ألعاب القوى يابانية، ولدت في 16 أبريل 1974 في هيوغو في اليابان.

## وصلات خارجية
- كازومي ماتسو على موقع الاتحاد الدولي لألعاب القوى (الإنجليزية)